# Syricoris lacunana
Syricoris lacunana is een vlinder uit de familie van de bladrollers (Tortricidae). De wetenschappelijke naam van de soort is voor het eerst geldig gepubliceerd in 1775 door Denis & Schiffermüller.